# Финляндия на летних Олимпийских играх 1920
На Летних Олимпийских играх 1920 года Финляндию представляло 63 спортсмена (62 мужчины и 1 женщина), выступивших в 9 видах спорта. Они завоевали 15 золотых, 10 серебряных и 9 бронзовых медалей, что вывело финскую сборную на 4-е место в неофициальном командном зачёте. Это было первое участие Финляндии на Олимпийских играх в качестве независимого государства.

## Медалисты
| Медаль  | Спортсмен                                                                      | Вид спорта       | Дисциплина                                                       |
| ------- | ------------------------------------------------------------------------------ | ---------------- | ---------------------------------------------------------------- |
| Золото  | Пааво Нурми                                                                    | Лёгкая атлетика  | Мужчины, 10 км                                                   |
| Золото  | Пааво Нурми                                                                    | Лёгкая атлетика  | Мужчины, кросс 8 км                                              |
| Золото  | Теодор Коскенниеми Хейкки Лийматайнен Пааво Нурми                              | Лёгкая атлетика  | Мужчины, командный кросс 8 км                                    |
| Золото  | Эльмер Никландер                                                               | Лёгкая атлетика  | Мужчины, метание диска                                           |
| Золото  | Йоонас Мюуря                                                                   | Лёгкая атлетика  | Мужчины, метание копья                                           |
| Золото  | Ханнес Колехмайнен                                                             | Лёгкая атлетика  | Мужчины, марафон                                                 |
| Золото  | Ээро Лехтонен                                                                  | Лёгкая атлетика  | Мужчины, пятиборье                                               |
| Золото  | Франс Вильгельм Пёрхёля                                                        | Лёгкая атлетика  | Мужчины, толкание ядра                                           |
| Золото  | Вильхо Туулос                                                                  | Лёгкая атлетика  | Мужчины, тройной прыжок                                          |
| Золото  | Людовика Якобссон Вальтер Якобссон                                             | Фигурное катание | Пары                                                             |
| Золото  | Каарло Анттила                                                                 | Борьба           | Мужчины, вольная борьба, до 67,5 кг                              |
| Золото  | Эйно Лейно                                                                     | Борьба           | Мужчины, вольная борьба, до 75 кг                                |
| Золото  | Оскар Фриман                                                                   | Борьба           | Мужчины, греко-римская борьба, до 60 кг                          |
| Золото  | Эмиль Вяре                                                                     | Борьба           | Мужчины, греко-римская борьба, до 67,5 кг                        |
| Золото  | Адольф Линдфорс                                                                | Борьба           | Мужчины, греко-римская борьба, свыше 82 кг                       |
| Серебро | Пааво Нурми                                                                    | Лёгкая атлетика  | Мужчины, 5 км                                                    |
| Серебро | Армас Тайпале                                                                  | Лёгкая атлетика  | Мужчины, метание диска                                           |
| Серебро | Урхо Пелтонен                                                                  | Лёгкая атлетика  | Мужчины, метание копья                                           |
| Серебро | Эльмер Никландер                                                               | Лёгкая атлетика  | Мужчины, толкание ядра                                           |
| Серебро | Юрьё Колхо Каарло Лаппалайнен Тойво Тикканен Нестор Тойвонен Карл Верелиус     | Стрельба         | Мужчины, одиночные выстрелы по «бегущему оленю» (команды), 100 м |
| Серебро | Вяйнё Пенттала                                                                 | Борьба           | Мужчины, вольная борьба, до 75 кг                                |
| Серебро | Хейки Кяхкёнен                                                                 | Борьба           | Мужчины, греко-римская борьба, до 60 кг                          |
| Серебро | Таави Тамминен                                                                 | Борьба           | Мужчины, греко-римская борьба, до 67,5 кг                        |
| Серебро | Артур Линдфорс                                                                 | Борьба           | Мужчины, греко-римская борьба, до 75 кг                          |
| Серебро | Эдиль Розенквист                                                               | Борьба           | Мужчины, греко-римская борьба, до 82 кг                          |
| Бронза  | Хейкки Лийматайнен                                                             | Лёгкая атлетика  | Мужчины, кросс 8 км                                              |
| Бронза  | Пааво Йоханссон                                                                | Лёгкая атлетика  | Мужчины, метание копья                                           |
| Бронза  | Хуго Лахтинен                                                                  | Лёгкая атлетика  | Мужчины, пятиборье                                               |
| Бронза  | Войтто Колхо Каарло Лаппалайнен Вели Ниминен Вильгельм Ваухконен Карл Вегелиус | Стрельба         | Мужчины, армейская винтовка лёжа (команды), 300 м                |
| Бронза  | Юрьё Колхо Тойво Тикканен Вильгельм Ваухконен Нестор Тойвонен Карл Верелиус    | Стрельба         | Мужчины, двойные выстрелы по «бегущему оленю» (команды), 100 м   |
| Бронза  | Арво Аалтонен                                                                  | Плавание         | Мужчины, 200 м брассом                                           |
| Бронза  | Арво Аалтонен                                                                  | Плавание         | Мужчины, 400 м брассом                                           |
| Бронза  | Мартин Ниеминен                                                                | Борьба           | Мужчины, греко-римская борьба, свыше 82,5 кг                     |
| Бронза  | Матти Перттиля                                                                 | Борьба           | Мужчины, греко-римская борьба, до 75 кг                          |